# Sébastien de Chaunac
Sébastien de Chaunac (Aix-en-Provence, 7 de Outubro de 1977) é um tenista profissional francês que chegou ao número 130 da ATP.

## Titulos

### Simples (5)
| Legenda (Simples)      |
| Grand Slam (0)         |
| Tennis Masters Cup (0) |
| ATP Masters Series (0) |
| ATP Tour (0)           |
| Challengers (1)        |
| Futures (4)            |

| N. | Data              | Torneio                 | Piso   | Oponente na final | Placar    |
| 1. | Maio 5, 1999      | Esslingen, Alemanha     | Saibro | Martin Spottl     | 7–6, 6–2  |
| 2. | Julho 10, 2000    | Bourg-en-Bresse, França | Saibro | Emanuel Couto     | 7–5, 6–2  |
| 3. | Julho 17, 2000    | Aix-en-Provence, França | Saibro | Slimane Saoudi    | 7–64, 6–3 |
| 4. | Maio 8, 2001      | Newcastle, Reino Unido  | Saibro | Jarkko Nieminen   | 6–4, 6–2  |
| 5. | Fevereiro 2, 2004 | Dallas, EUA             | Duro   | Amer Delic        | 6–4, 7–63 |

### Vice-Campeonatos (9)
| N. | Data              | Torneio                | Piso    | Oponente na final   | Placar          |
| 1. | Abril 28, 1999    | Hatfield, Reino Unido  | Saibro  | Jean-René Lisnard   | 7–6, 1–6, 6–0   |
| 2. | Agosto 16, 1999   | Bronx, EUA             | Duro    | Alexander Popp      | 46–7, 7–64, 6–0 |
| 3. | Outubro 15, 2001  | Brasilia, Brasil       | Saibro  | Sebastián Prieto    | 6–4, 4–6, 7–66  |
| 4. | Setembro 22, 2003 | San Antonio, EUA       | Durp    | Dmitry Tursunov     | 6–2, 36–7, 6–4  |
| 5. | Setembro 29, 2003 | Nevers, França         | Duro    | Jean-Michel Pequery | 6–4, 6–4        |
| 6. | Março 13, 2006    | Lille, França          | Duro    | Jo-Wilfried Tsonga  | 7–5, 7–5        |
| 7. | Janeiro 7, 2008   | Nußloch, Alemanha      | Carpete | Karol Beck          | 6–4, 6–4        |
| 8. | Abril 7, 2008     | Angers, França         | Saibro  | Alexandre Sidorenko | 76–7, 6–2, 7–65 |
| 9. | Maio 11, 2009     | Newcastle, Reino Unido | Saibro  | David Guez          | 6–3, 3–6, 6–0   |

## Duplas

### Vitórias (3)
| Legenda (Simples)      |
| Grand Slam (0)         |
| Tennis Masters Cup (0) |
| ATP Masters Series (0) |
| ATP Tour (0)           |
| Challengers (2)        |
| Futures (1)            |

| N. | Data              | Torneio              | Piso    | Parceiro         | Oponentes na final            | Placar          |
| 1. | Abril 10, 2000    | Saint-Brieuc, França | Saibro  | Olivier Patience | Maxime Boye Jérôme Hanquez    | W.O             |
| 2. | Setembro 15, 2003 | Mandeville, EUA      | Duro    | Zack Fleishman   | Benedikt Dorsch Matija Zgaga  | 36–7, 7–62, 6–3 |
| 3. | Janeiro 24, 2005  | Heilbronn, Alemanha  | Carpete | Michal Mertiňák  | Gilles Elseneer Gilles Müller | 6–2, 3–6, 6–3   |

### Vice-Campeonato (1)
| N. | Data          | Torneio               | Piso   | Parceiro      | Oponentes na final           | Placar   |
| 1. | Maio 28, 1999 | Hatfield, Reino Unido | Saibro | Olivier Mutis | Simon Dickson Danny Sapsford | 7–5, 6–0 |